# Yorozu Chōhō

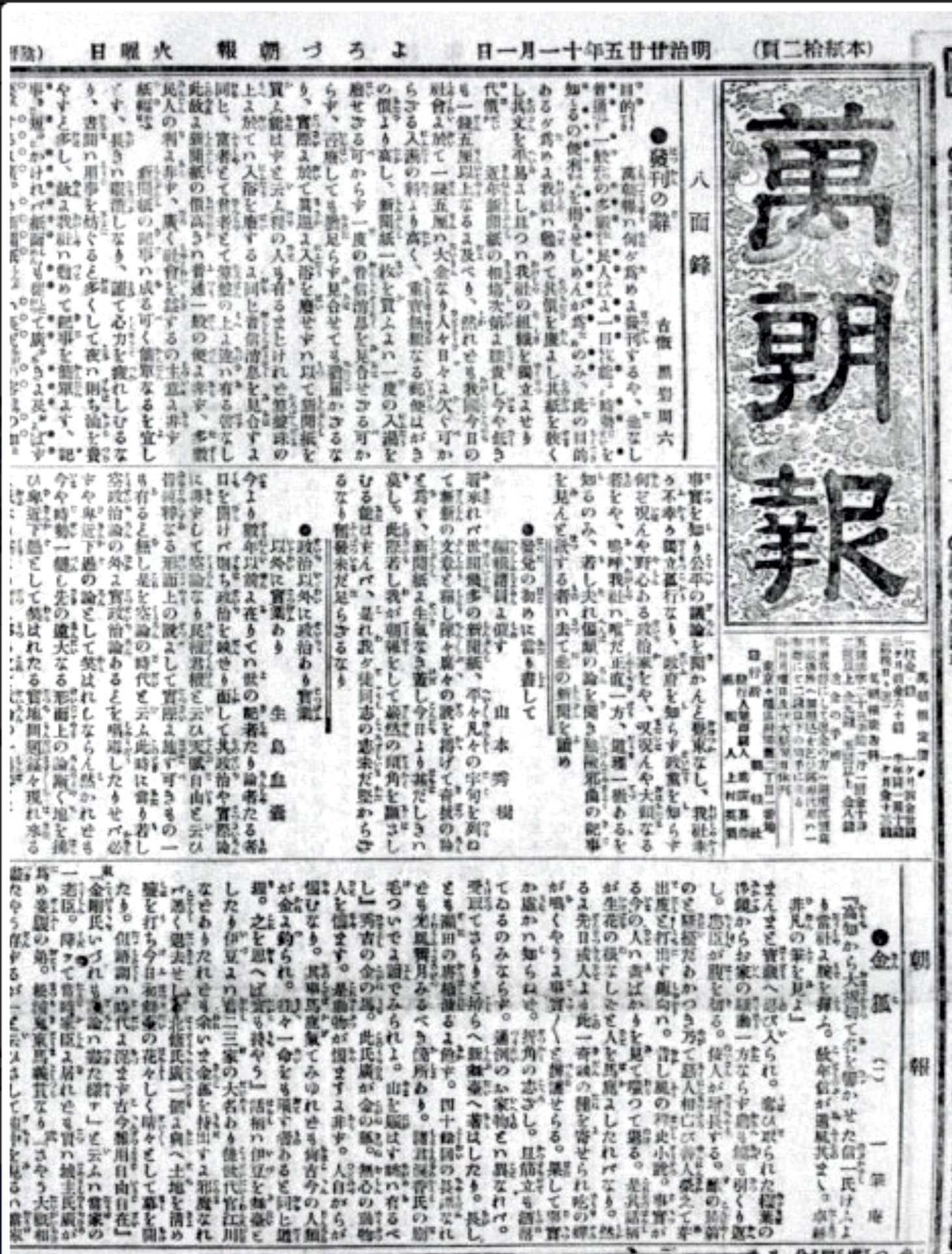
Yorozu chōhō, Titelseite 1892

Yorozu Chōhō (japanisch 萬朝報, heute vereinfacht auch 万朝報) war eine japanische Zeitung, die zu Beginn des 20. Jahrhunderts sehr populär war.

## Leben und Wirken
Yorozu Chōhō wurde ab dem Jahr 1892 von Kuroiwa Ruikō herausgegeben. Kuroiwa, der bereits Erfahrungen als Herausgeber hatte, machte sich nun selbstständig. Seine Zeitung, die nach dem Prinzip „1. Einfach, 2. Verständlich, 3.Vergnüglich“ arbeitete, wurde schnell populär. Sie widmete sich sozialen Problemen und griff aktuelle Ereignisse auf, darunter auch 1914 den Siemens-Skandal. Die Zeitung richtete sich in ihren Artikeln gegen den Einfluss der alten Domänen-Cliquen (藩閥, Hambatsu).
Die Zeitung brachte auch Kuroiwas Geschichten zum Edokko, also zum „echten Tokioter“. Sie publizierte auch seine Übersetzungen westlicher Literatur, meistens Übersetzungen aus dem Französischen, als Fortsetzungsgeschichten. Ab 1900 begannen Uchimura Kanzō, Kōtoku Shūsui und Sakai Toshihiko für die Zeitung zu arbeiten. Als in Japan 1903 ein Krieg mit Russland diskutiert wurde und Kuroiwa sich für einen solchen Krieg aussprach, verließen Uchimura, Kōtoku und Sakai die Redaktion. 
Die Zeitung verlor an Auflage, da sie sich zu spät um ein sicheres Nachrichtensystem gekümmert hatte. Sie gewann Leser in der Taishō-Zeit zurück, als sie sich für die Verteidigung der Verfassung einsetzte. 1920 starb Kuroiwa. Im September 1940 ging die Zeitung in der seit 1900 erscheinenden „Tōkyō Maiyū Shimbun“ (東京毎夕新聞) auf, die ihrerseits ein Jahr später ihr Erscheinen einstellte.